# Gorakhpur (Distrikt)
Der Distrikt Gorakhpur (Hindi: गोरखपुर जिला, Urdu ضلع گورکھپور) ist ein Distrikt des indischen Bundesstaats Uttar Pradesh. Verwaltungszentrum ist die namensgebende Stadt Gorakhpur.

## Geografie
Der Distrikt Gorakhpur liegt im Nordosten Uttar Pradeshs. Nachbardistrikte sind Maharajganj im Norden, Kushinagar im Nordosten, Deoria im Osten, Mau im Südosten, Azamgarh im Süden, Ambedkar Nagar im Südwesten und Sant Kabir Nagar im Westen.
Das Distriktgebiet umfasst eine Fläche von 3321 km² und gehört gänzlich zur flachen Gangesebene. Im Süden wird der Distrikt Gorakhpur von der Ghaghara, einem großen Nebenfluss des Ganges, begrenzt. Außerdem fließen die Flüsse Rapti und Rohini durch das Distriktgebiet.

## Verwaltungsgliederung
Der Distrikt Gorakhpur gehört zur Division Gorakhpur. Er ist in die sieben Tehsils Sadar, Chauri Chaura, Sahjanwa, Khajni, Campierganj, Bansgaon und Gola unterteilt.

## Geschichte
Der Distrikt Gorakhpur besteht seit der britischen Kolonialzeit. Er entstand, nachdem der Nawab von Oudh das Gebiet von Gorakhpur an die Briten abtrat. Ursprünglich umfasste der Distrikt ein weitaus größeres Gebiet, das sich sukzessive durch die Gründung neuer Distrikte verkleinerte: 1865 wurde aus dem westlichen Teil des Distrikts Gorakhpur der Distrikt Basti gebildet (zu diesem gehörte zu dem Zeitpunkt auch das Gebiet der heutigen Distrikte Siddhartnagar und Sant Kabir Nagar). 1946 spaltete sich der östliche Teil als Distrikt Deoria ab (inklusive des heutigen Distrikts Kushinagar). Schließlich wurde noch 1989 aus dem Nordteil Gorakhpurs der Distrikt Maharajganj gebildet.

## Bevölkerung
Nach der indischen Volkszählung 2011 hat der Distrikt Gorakhpur 4.440.895 Einwohner. Gemessen an der Einwohnerzahl gehört er zu den größeren Distrikten Uttar Pradeshs. Zwischen 2001 und 2011 wuchs die Einwohnerzahl um 18 Prozent und etwas langsamer als im Mittel Uttar Pradeshs (20 Prozent). Die Bevölkerungsdichte liegt mit 1337 Einwohnern pro km² deutlich über dem ohnehin schon hohen Durchschnitt des Bundesstaates (829 Einwohner pro km²). Mit Gorakhpur beherbergt der Distrikt die zwölftgrößte Stadt Uttar Pradeshs. Gleichwohl liegt der Urbanisierungsgrad mit 19 Prozent unter dem Mittelwert Uttar Pradeshs (22 Prozent). Die Alphabetisierungsrate ist mit 71 Prozent höher als der Mittelwert Uttar Pradeshs (68 Prozent), aber etwas niedriger als der gesamtindische Durchschnitt (73 Prozent).
Unter den Einwohnern des Distrikts stellen Hindus nach der Volkszählung 2001 mit 90 Prozent die deutliche Mehrheit. Daneben gibt es eine muslimische Minderheit von neun Prozent.

## Städte
| Stadt          | Einwohner (2001) |
| -------------- | ---------------- |
| Air Force Area | 9.593            |
| Bansgaon       | 14.086           |
| Barhalganj     | 19.171           |
| Gola Bazar     | 10.613           |
| Gorakhpur      | 624.570          |
| Mundera Bazar  | 11.226           |
| Pipiganj       | 11.386           |
| Pipraich       | 14.829           |
| Sahjanwa       | 25.091           |